# São José do Peixe
São José do Peixe é um município brasileiro do estado do Piauí. Localiza-se a uma latitude 07º29'37" sul e a uma longitude 42º33'49" oeste, estando a uma altitude de 170 metros. Sua população estimada em 2020 era de 3.741 habitantes.
Possui uma área de 1370,1 km².